# Paul Götze
Paul Götze (Halle, 13 november 1903 - Krakau, 24 januari 1948) was lid van de SS en werkzaam in de concentratiekampen Auschwitz en Buchenwald.
Hij was schilder van beroep. Hij sloot zich aan bij de Nazipartij in 1937 en bij de SS in 1942. In juli 1942 werd hij gestationeerd in Auschwitz, waar hij diende als bewaker en opzichter van werkgroepen.
Van februari 1943 tot mei 1943 was hij Blockführer in het hoofdkamp van Auschwitz-Monowitz, later zou hij dezelfde functie vervullen in Auschwitz-Birkenau. In augustus 1944 werd hij overgeplaatst naar Buchenwald. Alhoewel de meeste gevangen hem zagen als redelijk onder de aanwezige mannen van de SS, nam hij actief deel aan het vermoorden van joden en gevangenen die niet in staat waren om te werken in de gaskamers van Birkenau, zoals het assisteren bij het in- en uitladen van mensen die aangemerkt waren om te worden vergast.
Götze werd later veroordeeld tot de doodstraf door de rechtbank die was belast met het Auschwitzproces. Hij werd opgehangen in de Montelupich-gevangenis in Krakau.